# Lubin
Lubin é um município da Polônia, na voivodia da Baixa Silésia e no condado de Lubin. Estende-se por uma área de 40,77 km², com 72 428 habitantes, segundo os censos de 2019, com uma densidade 1776 hab/km².